# Friedrich Wilhelm von Bismarck
Pour les articles homonymes, voir Bismarck.
Friedrich Wilhem von Bismarck, né le 28 juillet 1783 à Windheim en principauté de Minden et mort le 18 juin 1860 à Constance, est un aristocrate, lieutenant-général et commandant en chef de la cavalerie du royaume de Wurtemberg.

## Biographie
Descendant d'une ancienne famille noble, d'origine slave, il entre, en 1796, comme enseigne dans l'armée hanovrienne. En 1803, lors de l'occupation du Hanovre par l'armée française, il se met au service du duc de Nassau. En 1804, il se retire en Angleterre, où il entre dans la légion anglo-hanovrienne, avant de prendre part l'année suivante à l'expédition des Anglais dans le nord de l'Allemagne.
En 1807, il entre, comme capitaine, dans l'armée royale du Wurtemberg. Dans la campagne de 1809 contre l'Autriche, il se signale surtout au combat de Riedau, où sa conduite le fait remarquer par l'empereur Napoléon Ier, qui le décore de la croix de la Légion d'honneur.
Il participe à la campagne de Russie dans le 3e corps de la Grande Armée, commandé par le maréchal Ney, et fait preuve d'une grande intrépidité unie à une habileté remarquable. À la bataille de la Moskowa, il a trois chevaux tués sous lui ; le comte de Bismarck, alors chef d'escadron, doit prendre le commandement du régiment, réduit à 70 hommes.
Après le  passage de la Bérésina, il est chargé de ramener en Wurtemberg les effectifs décimés du contingent de ce royaume. En 1813, il rentre en ligne à la tête du 1er régiment de chevau-légers, et se couvre de gloire à Bautzen et à Seiffersdorf, où il est promu au grade d'officier de la Légion d'honneur. Il est fait prisonnier à la bataille de Leipzig.
Après l'adhésion du Wurtemberg à la coalition, le comte de Bismarck est nommé colonel, chef d'état-major du prince Adam de Wurtemberg (de), qui commande la cavalerie wurtembergeoise ; il fait en cette qualité la campagne de France et se distingue sous les murs de Strasbourg en 1815.
Après la paix, il est nommé aide-de-camp général du roi de Wurtemberg, major général de la cavalerie en 1819, puis successivement membre à vie de la première chambre de Wurtemberg, ambassadeur à Karlsruhe, à Berlin, à Dresde, à Hanovre, et enfin en 1830, lieutenant-général commandant en chef de la cavalerie du royaume de Wurtemberg.
Sa fille Clara (1851-1946) est l'épouse du général suisse Ulrich Wille.

## Œuvres
Le comte de Bismarck a écrit un grand nombre d'ouvrages estimés sur l'art militaire.